# My One and Only Thrill
My One and Only Thrill – trzeci, a drugi komercyjny album Melody Gardot wydany w 2009 roku. Współproducentem Melody przy nagrywaniu płyty był Vince Mendoza.
13 stycznia 2010 roku album uzyskał status złotej płyty w Polsce, a w 2012 – platynowej.

## Lista utworów
Utwory autorstwa Melody Gardot, oprócz zaznaczonych.
1. „Baby I'm a Fool” – 3:30
2. „If the Stars Were Mine” – 2:48
3. „Who Will Comfort Me” – 4:56
4. „Your Heart Is as Black as Night” – 2:42
5. „Lover Undercover” – 4:24
6. „Our Love Is Easy” (Gardot, Jesse Harris) – 5:28
7. „Les étoiles” – 3:18
8. „The Rain” (Gardot, Harris) – 3:21
9. „My One and Only Thrill” – 6:10
10. „Deep Within the Corners of My Mind” – 3:19
11. „Over the Rainbow” (Harold Arlen, Yip Harburg) – 4:33
12. „If the Stars Were Mine” (Orchestral Version) – 3:13

iTunes edition
1. „Pretend I Don't Exist” (Gardot, Harris) – 3:09